# Григорий Грум-Гржимайло
Григорий Ефимович Грум-Гржимайло (на руски: Григо́рий Ефи́мович Грумм-Гржима́йло) е руски пътешественик, географ и зоолог, изследовател на Западен Китай, Памир, Тяншан, Западна Монголия, Тува и Далечния изток.

## Биография

### Произход и години на учение (1860 – 1884)
Роден е на 5 февруари 1860 година в Санкт Петербург, Русия, в семейство на чиновник. Учи в Семинария, а след това продължава във военно училище. През 1880 записва Физико-математическия факултет на Санктпетербурския университет и завършва през 1884 г. Живо се интересува от ентомология и зоология на безгръбначните, като още по време на следването си провежда първото си пътешествие в Крим, Саратовска губерния и Бесарабия.

### Експедиционна дейност (1884 – 1914)

#### Памир (1884 – 1887)
От 1884 до 1887, заедно с брат си Михаил Ефимович, в ролята на топограф, извършва три експедиции в Алай, Памир, Тяншан, Кашгария и Каракорум.
През 1884 – по северните склонове на Памир и Алайската долина достига до река Муксу, пресича Заалайския хребет и достига до езерото Каракул.
През 1885 – в южните части на Узбекистан и западните части на Таджикистан.
През 1886 – в Западен Тяншан – долината на река Нарин, езерото Чатиркьол, Кашгария и северните склонове на Памир.
През лятото на 1887 изследва река Мургаб (Бартанг, десен приток на Пяндж) и десния ѝ приток Танимас и в изворите ѝ открива група ледници. От там продължава на изток, пресича Сариколския хребет и картира двете съставящи реки на река Ташкурган (лява съставяща на Яркенд) – Вахджир-Джилга (Каранукур) и Хунджераб.
По време на 4-те експедиции събира огромно количество материали по ентомологична фауна, които са предадени в Зооложкия музей на Руската академия на науките, извършени са картировъчни и триангулачни дейности от брат му, а Руското географско дружество награждава Грум-Гржимайло със сребърен медал и го избира за свой действителен член. Преди да предприеме първата си голяма експедиция в Западен Китай Грум-Гржимайло провежда изследвания в Среден Урал.

#### Западен Китай (1889 – 1890)
През 1889 – 1890, отново заедно с брат си, изследва, описва и картира части от Тяншан и Наншан и събира богат материал по етнография и история на населението на Западен Китай.
В края на май 1889 експедицията тръгва от Жаркент, пресича хребета Борохоро при 83º и.д. и продължава на изток. Изследва горното течение на река Манас и през септември проследява целия северен склон на хребета Богдо-Ула (Богдошан, 300 км) и на изток от него открива крайните източни хребети на Тяншан – Баркелтаг (4267 м) и Карликтаг (4925 м). На югозапад от тях открива Турфанската падина, през октомври и ноември я изследва и установява надморската ѝ височина (-154 м под морското равнище). На юг и югозапад от падината открива и изследва хребета Куруктаг (2809 м).
В началото на 1890 по пътя от Хами за Синин открива планината Бейшан (2791 м). През пролетта пресича планината Наншан и през лятото заобикаля от юг и запад езерото Кукунор, отново пресича Наншан и Бейшан и покрай северните склонове на Тяншан на 13 ноември се завръща в Жаркент.
Резултатите от експедицията са много богати. Общата дължина на изминатия път съставлява 7250 км, определени са координатите на 30 астрономически пункта, а на 140 – надморската височина. Проведени са астрономически наблюдения, събрани са 214 броя бозайници, 1150 птици, 400 гнезда на птици, около 1000 риби, 105 земноводни, 35 хил. насекоми, 800 листа хербарии и 850 геоложки образци. Отчета за работата излиза в три тома под името „Описание путешествия в Западный Китай“.

#### Монголия (1903)
През 1903 възглавява експедиция в Западна Монголия и Тува. Тръгва от Зайсан, пресича долината на река Черен Иртиш и планината Монголски Алтай и се спуска в Долината на езерата, където са разположени езерата Убсунур, Харауснур и Харанур, завива на север, пресича хребета Тану-Ола и навлиза в Тува. След изследването на Тува пресича Алтай и се завръща в Кош-Агач.

#### Последни експедиции (1908 – 1914)
През 1908 изследва басейна на река Амур и Шантарските о-ви. През 1911 – 1912 ръководи експедиция в планината Копетдаг (Туркмения), южното крайбрежие на Каспийско море и Закавказието. През 1914 провежда нова експедиция в Сибир и Тува.

### Късни години (1914 – 1936)
През последните години от живота си, независимо от влошеното му здравословно състояние, активно се занимава с научна и преподавателска дейност, член е на съвета и вицепрезидент на Руското географско дружество.
Умира на 3 март 1936 година в Ленинград на 76-годишна възраст.

## Памет
Неговото име носят:
- ледник Грум-Гржимайло (38°35′ с. ш. 72°30′ и. д. / 38.583333° с. ш. 72.5° и. д.) в Памир;
- ледник Грум-Гржимайло в Тяншан, хребета Богдо Ула;
- проход в планината Сихоте Алин в Далечния изток.

## Съчинения
- Очерк Припамирских стран, 1886
- Памир и его липидоптерологическая фауна, 1890
- Описание Амурской области, 1894
- Западная Монголия и Уряханский край, т. 1 – 3, 1914 – 30.